# Sida fibulifera
Sida fibulifera är en malvaväxtart som beskrevs av John Lindley. Sida fibulifera ingår i släktet sammetsmalvor, och familjen malvaväxter. Inga underarter finns listade i Catalogue of Life.

## Bildgalleri

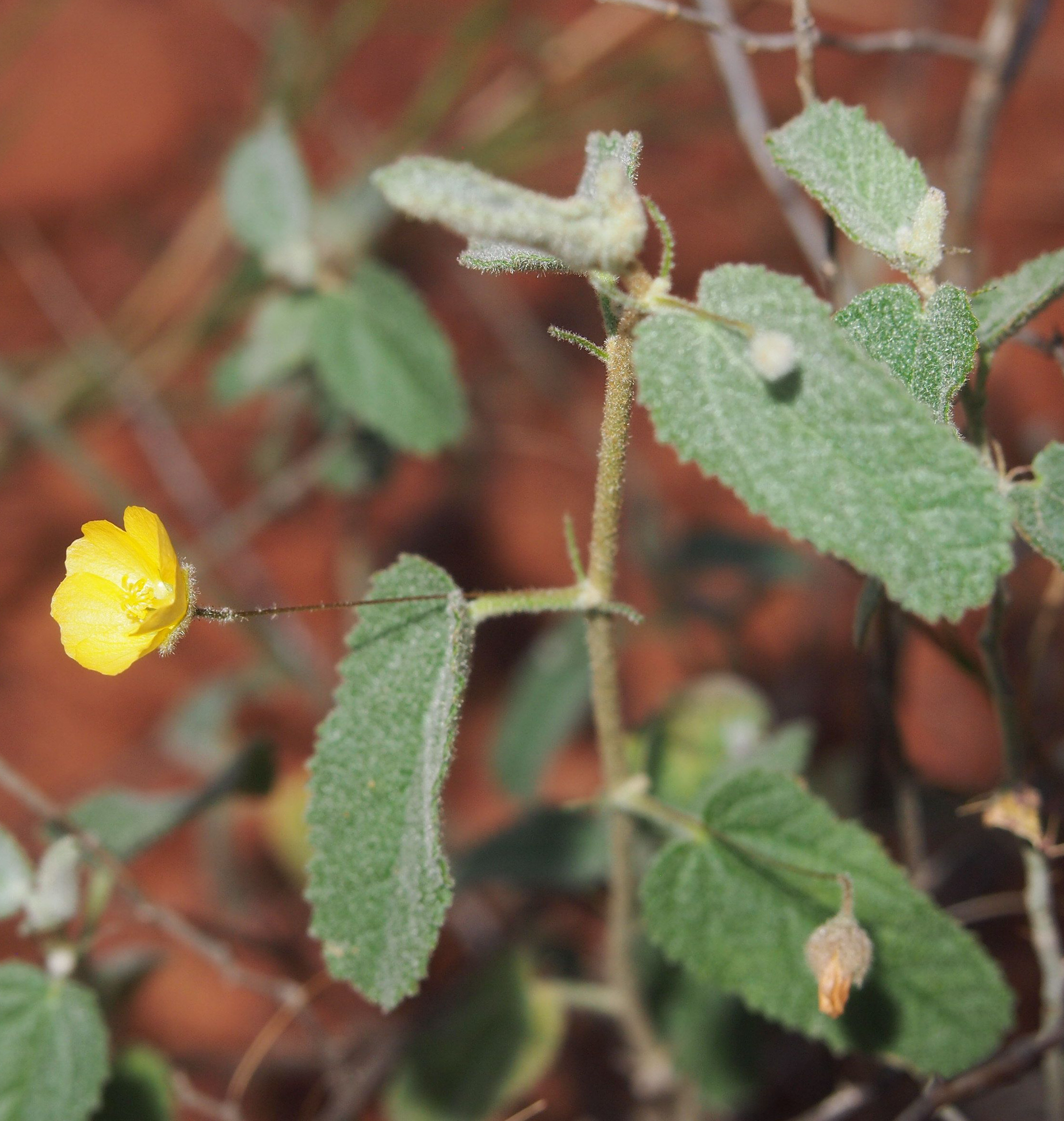
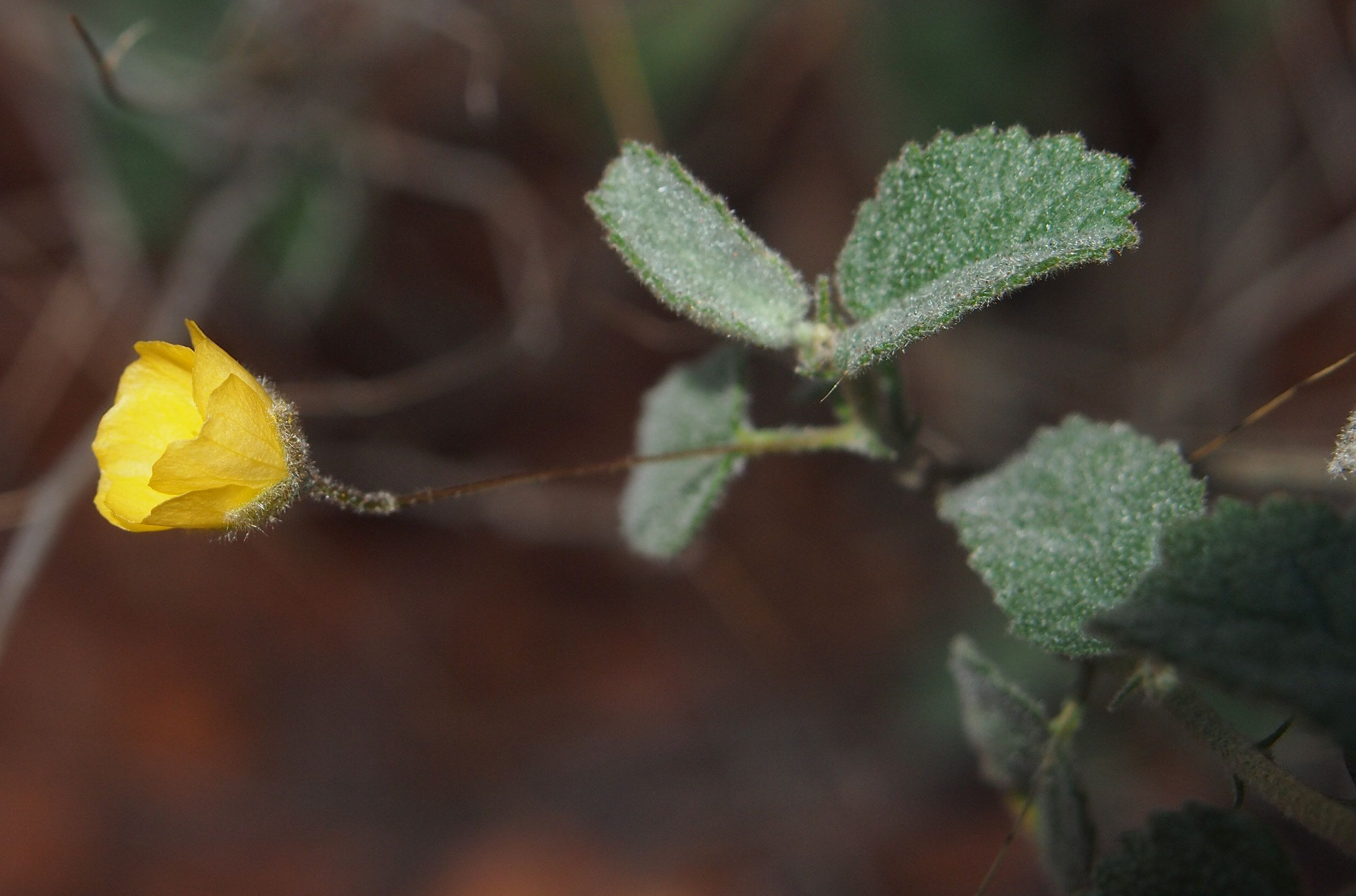